# Klaus Staeck
Klaus Staeck, né le 28 février 1938 à Pulsnitz (Allemagne), est un graphiste, dessinateur et juriste allemand.
D'avril 2006 à mai 2015, il a été président de l'Académie des arts de Berlin. 